# キロバイト
キロバイト (kilobyte,記号:kB) は、情報の大きさを表す単位。
記憶媒体の容量やファイルサイズを表すのに用いられる。

## 概要
キロバイトは、国際単位系 (SI) の定めに従いバイトの1000 (= 103)倍を示す場合と、国際規格などで定められていない俗習としてバイトの1024(= 210)倍を示す場合がある。
この曖昧さを回避するため、1024(= 210)倍を表す接頭語として、国際規格（IEC 80000-13）にてSI接頭語と区別できる2進接頭辞「キビ」(kibi, 記号: Ki)が定められているが、「キビバイト」(kibibyte, 記号: KiB)はあまり用いられていない。
また、国際単位系（SI）第9版（2019)にて、キロやその他のSI接頭語を決して2のべき乗を表すために用いてはならないと定めているが、大手IT企業であるマイクロソフトなどが、未だ国際単位系 (SI) の定めに完全には従っておらず、2のべき乗を表す用法も混在する状況は解決されていない。
そのため、パソコンで記憶媒体の詳細な空き容量を調べてみると、カタログスペックとして記載されている容量より、表示される容量のほうが少なくなることが多い。これは記憶媒体の容量を、メーカーが国際単位系 (SI) に従い10の整数乗で計算することが多いのに対し、主なパソコンのオペレーティングシステム (Microsoft Windows、過去のmacOS)が俗習に従い2のべき乗で計算することに起因する。
なお、macOSでは、Mac OS X Leopard以前は1024倍が用いられていたが、2009年公開のMac OS X Snow Leopard以降は1000倍を用いたストレージ容量やファイルサイズ表示に変更された。

## kBとKB
国際単位系 (SI) にてSI接頭語の「キロ」は小文字で "k" と表記することが定められている。これに対し、国際単位系 (SI) にて強く禁止され、かつ、他の国際規格などでも定められていない俗習に従い、キロバイトをバイトの1024(= 210)倍としているMicrosoft WindowsなどはKB（頭文字が大文字）と表記している。
それ故、キロバイトを国際単位系 (SI) に従いバイトの1000(= 103)倍を示す場合はkB（頭文字が小文字）、俗習に従いバイトの1024(= 210)倍を示す場合はKB（頭文字が大文字）と区別する場合がある（口語では、さらに明確に区別するために「ケーバイト」と読む場合もある）が、これも国際規格などで定められていない俗習である。
明確にバイトの1024(= 210)倍を示したい場合は、国際規格 (IEC 80000-13)にて定められている「キビバイト 」(KiB) と表記した方が無用な混乱を招かずに済む。

## 符号位置
| 記号 | Unicode | JIS X 0213 | 文字参照          | 名称       |
| ---- | ------- | ---------- | ----------------- | ---------- |
| ㎅   | U+3385  | -          | &#x3385; &#13189; | キロバイト |